# 넝쿨 장미
《넝쿨 장미》(영어: Rambling Rose)는 미국에서 제작된 마사 쿨리지 감독의 1991년 드라마 영화이다. 로라 던, 다이앤 래드 등이 출연하였고, 레니 할린 등이 제작에 참여하였다.
1992년 제64회 아카데미상에서 여우주연상(로라 던)과 여우조연상(다이앤 래드) 후보에 올랐으며, 이로서 던과 래드는 동일 영화의 모녀 역으로 같은 해 동시에 아카데미 연기상 후보로 지명된 최초의 여배우들이 되었다.

## 출연진
- 로라 던
- 다이앤 래드
- 로버트 듀발
- 루커스 하스
  - 존 허드
- 리사 제이컵
- 케빈 콘웨이
- 로버트 존 버크

## 기타 제작진
- 배역: 얼레타 셔펠
- 미술: 존 벌론
- 의상: 제인 로빈슨